# بورش 997
بورش 997 (بالإنجليزية: Porsche 997)‏ هي سيارة رياضية من صناعة بورش أنتجت في 2004 وتوقف إنتاجها في 2012.